# Så mörk är natten i midvintertid
Så mörk är natten i midvintertid är inledningsorden i en svensk luciasång med den egentliga titeln Lucia, med text av Johnny Johansson och musik av Carl Bertil Agnestig. Sången publicerades första gången 1969, och har sedan dess blivit ett populärt inslag i repertoaren vid luciafirande i Sverige.

## Publikation
- Julens önskesångbok, 1997, under rubriken "Advent".

## Inspelningar
En tidig inspelning gjordes av Söderbärke ungdomskör, och gavs ut på skivalbumet Luciamorgon på Carl Larsson-gården 1976.

### Fotnoter
1. ↑  hämtat från: engelskspråkiga Wikipedia.[källa från Wikidata]
2. ↑  hämtat från: svenskspråkiga Wikipedia.[källa från Wikidata]
3. ↑  ”Luciamorgon på Carl Larsson-gården”. Svensk mediedatabas. 26 februari 1976. http://smdb.kb.se/catalog/id/001892075. Läst 18 maj 2011.